# والادا آگوردینا
والادا آگوردینا (به ایتالیایی: Vallada Agordina) یک کومونه در ایتالیا است که در استان بلونو واقع شده‌است. والادا آگوردینا ۱۳٫۲ کیلومتر مربع مساحت و ۵۱۳ نفر جمعیت دارد و ۱٬۰۳۳ متر بالاتر از سطح دریا واقع شده‌است.

## خواهرخوانده
شهر Massaranduba, Santa Catarina خواهرخواندهٔ والادا آگوردینا هست.